# Pellegrino Artusi
Pellegrino Artusi (Forlimpopoli, 1820. augusztus 4. – Firenze, 1911. március 30.) olasz író, gasztronómus, irodalomkritikus, az olasz konyha „atyja”.

## Élete
Pellegrino Artusi 1820. augusztus 4-én született Forlimpopoliban, egy jómódú kereskedőcsalád, Agostino és Teresa Giunchi tizenharmadik gyermekeként. A szülők a Pellegrino keresztnevet adták neki, a Forlì városából származó szent Pellegrino Laziosi után.
1835 és 1850 között Artusi Bolognában tanulóköröket látogat. Egyik művében megerősíti, hogy beiratkozott a Bolognai Egyetemre. Pellegrino nem fejezte be tanulmányait, helyette inkább édesapát követve vásárokról vásárokra járt, hogy kiismerje magát a kereskedők világában. Ennek köszönhetően számos olasz városba jut el: Triesztbe, Livornóba, Firenzébe, Bolognába, Rómába valamint Nápolyba.
Visszatérve szülőfalujába átveszi édesapja foglalkozását, melyből biztos jövedelmet biztosított a család részére. A család életét a rablótámadás dúlta fel, melyet 1851. január 25-én egy Stefano Pelloni nevű rabló követett el. A rablásokat előre kitervelt módon hajtották végre. A jómódú családok tagjait túszként tartotta a város színházában és ezalatt kirabolta őket. Ezen családok között volt az Artusi család is. A zsákmányszerzés során egyes nőket meg is erőszakoltak. Ezek között volt Gertrude is, Pellegrino Artusi lánytestvére, aki akkora sokkot kapott az eset miatt, hogy később elmegyógyintézetbe került.
Egy évvel később az egész család Firenzébe költözött. Itt Pellegrino pénzügyi közvetítésekkel foglalkozott és emellett két nagy szenvedélyének is hódol: az irodalomnak illetve a konyhaművészetnek.
Minthogy a lánytestvérei férjhez mentek és időközben a szülők elhunytak, a család romagnai járadékaiból (cesenai Borgo Pieve Sestina és a Forlimpopoli Sant’Andrea) élt. Pellegrino Firenzében telepedett le. A piazza D’Azeglio-n vásárolt házat magának és itt élt egészen haláláig, 1911-ig. Pellegrino Artusi agglegény volt. Két szolgálójával, egy inassal és egy toszkánai szakácsnővel élt együtt élete végéig. San Miniato al Monte temetőben helyezték végső nyugalomra.

## Művei
Pellegrino Artusi három művet hagyott maga után: két irodalmi kritikát és egy szakácskönyvet.
Ezenkívül 1903-ban megírta életrajzát egy egyszerű falusi kereskedő fiú szemszögéből, de Autobiografiaja kézirat maradt csupán.
Megírta a híres olasz költő, Ugo Foscolo életrajzát illetve Osservazioni in appendice a 30 lettere del Giusti, azaz egy kritikát Giuseppe Giusti 30 leveléhez. A műveket teljes titoktartás vette körül és nem nyomtatták újra.
Legfőbb műve a La Scienza in cucina e l’Arte di mangiar bene. A könyv egyszerű és kipróbált helyi receptek összességének gyűjteménye.

### La Scienza in cucina e l’Arte di mangiar bene
A főzés tudománya és az étkezés művészete (1891) az első kiadással járó kezdeti nehézségek és a hozzá be nem váltott remények után végül meghozta a várva várt népszerűséget az író számára. A könyvet immár több, mint száz éve nyomtatják és különböző nyelvekre lefordították. A könyv legfrissebb fordítása portugál nyelvre történt.
Artusi szakácskönyvének jelentőse az egységes olasz konyha és az olasz gasztronómia szaknyelvének megteremtésében rejlik. Artusi gasztronómia iránti munkásságát és egyben a mű irodalomtörténeti jelentőségét 1970-ben Piero Camporesi ismerte el. Artusi zsenialitása mutatja, hogy szakácskönyve kiállta az idő próbáját, mely mind az ételek mind pedig ezek elkészítésének egyszerűségében rejlik. A kipróbált receptek mellett a mű egyszerű és családias nyelvezete majdhogynem garancia volt a szakácskönyv sikerére. A mű sikerén felbuzdulva egyesek teljesen, mások részletekben plagizálták. Artusi szakácskönyve az olasz háziasszonyok Bibliája, mely szinte minden olasz háztartásban fellelhető.

## Festa Artusina
1997-től Forlimpopoli, Artusi szülőfaluja immár hagyományosan rendez Artusi tiszteletére ünnepséget, melynek fő témája nem meglepő módon a gasztronómia és a kultúra felé irányul. Az ünnepség során minden évben kiosztása kerül az úgynevezett Artusi-díj, melynek nyertese valami kiemelkedő észrevételt illetve tevékenységet folytatott az ember és az étel közötti kapcsolatról, valamint kiosztásra kerül a Marietta-díj is, melynek névadója Artusi szakácsnője volt. A Marietta-díjat az a lelkes amatőr kapja, aki a házi ínyencségek elkészítésében a legjobbnak bizonyul.

## Casa Artusi
A Casa Artusi, vagyis Artusi Ház Forlimpopoliban a Chiesa dei Serviben található. Több szempontból is érdekes hely. A komplexumban az íróról elnevezett könyvtár, étterem, valamint főzőtanfolyam várja az érdeklődőket.

## Szakirodalom
- ARTUSI, Luciano- ARTUSI, Riccardo, 120 anni dopo. La scienza in cucina e l’arte di mangiar bene. I migliori piatti abbinati a divagazioni e aneddoti di vita fiorentina, Sarnus, 2011

- ARTUSI, Pellegrino, La scienza in cucina e l’arte di mangiar bene. A cura di Alberto Capatti, BUR Biblioteca Univ. Rizzoli, 2010

- ARTUSI, Pellegrino, La scienza in cucina e l’Arte di mangiar bene. Introduzione e note di Piero Camporesi, Einaudi, 1970

- CAPATTI, Alberto- MONTANARI, Massimo, La cucina italiana. Storia di una cultura, Laterza, 2005

- MONTANARI, Massimo, L’identità italiana in cucina, Laterza, 2010